# Tary, Oblast de Volgogrado
Tary ( em russo:  Тары)é uma localidade rural (um khutor) na Habitação Rural de Aviloskyoye, Distrito de Ilovlinsky, Oblast de Volgogrado na Rússia. 
A popuulação era de 301 em 2010. Essa localidade possui 10 ruas.

## Geografia
Tary está localizado em um estepe, próximo ao rio Ilovlya, 9 km ao norte de Ilovlya (centro administrativo do distrito). Avilov é a localidade rural mais próxima.